# Haylie Duff
Haylie Katherine Duff (Houston, Texas, 1985. február 19. –) amerikai színésznő és  dalszövegíró. Hilary Duff amerikai színésznő és énekesnő nővére. 2005–2007 között a Hetedik mennyország amerikai tévésorozatban kapott főszerepet, amiben Sandy Jamesont játszotta, miközben több főszerepet is kapott, mint a Lányok a pácban (Hilary Duff-fal) és a Tányérdobálókban (a Beverly Hills 90210-ből ismert Luke Perry oldalán). 2008-ban adta ki az első albumát, a Walk The Walkot.

## Élete

### Gyermekkora
A Texas állambeli Houstonban látta meg a napvilágot. Már korán megismerte a hollywoodi életet az anyja, Susan Duff által, aki filmproducerként élte mindennapjait. Az apja, Robert Erhard Duff a houstoni családi házban lakott, hogy továbbra is fenntartsa a kisboltjukat. Két és fél évvel ifjabb húgával, Hilary Duff-fal máig nagyon szoros a kapcsolata annak ellenére, hogy húga híresebb lett nála, mind zenészként, mind színészként. Haylie balettet tanult a Houston Metropolitan Dance Company tánciskolában, és szerepelt A diótörő című darabban.

## Karrierje

### Színésznő
12 évesen kezdett el színészkedni. Első kisebb szerepe a True Womenben (Amazonok a vadnyugaton) volt, majd a Goldie Hawn által rendezett Hope című tévéfilmben.
Szerepelt néhányszor a Lizzie McGuire sorozatban (amiben a húga volt a főszereplő), s egy másik Disney-s sorozatban, a That's So Ravenben. Ezek mellett számos kisebb szerepeket kapott különböző sorozatokban, mint például az Istenni sugallat (Joan of Arcadia), Amerikai álmok (American Dreams), Boston Public, Chicago Hope, The Amanda Show, Harmadik műszak (Third Watch). Nem csak sorozatokban játszott kiskorában, hanem a sikeres Addams Family 3 – Jobb együtt, mint darabokban c. 1998-as filmben.
2004-ben a Nevetséges Napóleonban (Napoleon Dynamite) kapott egy kisebb szerepet, majd 2005-ben együtt forgatott Luke Perry-vel a Tányérdobálókban (Dishdogz). 2006-ban a már említett Lányok a pácban (Material Girls) c. filmben a húgával szerepelt, ami két testvérről szól, akiknek az apjuk meghalt, az anyjuk meg távol él tőlük Európában. A filmet Erin Brockovich inspirálta.
2008-as évben a mozikban egy új animációs film fog megjelenni, a Foodfight!, melyben olyan amerikai hírességgel dolgozhatott együtt, mint Eva Longoria, Charlie Sheen, Greg Ellis, Christopher Lloyd, Martin Klebba és szintén Hilary Duff.
2006 nyarán Haylie a Broadway-on is feltűnt a Hairspray c. musicalben.

### Énekesnő
Haylie dalszövegíróként írt néhány számot a húgának az albumaira, a Metamorphosis-ra (2003), Hilary Duffra (2004), és a "Gypsy Womant", Hilary negyedik albumára a Dignity-re (2007). Számos soundtracket énekelt, főleg a testvérének a sorozataihoz, ezek közül a legismertebb az "Our Lips Are Sealed".
2008-ban adta ki az első, önálló lemezét, a Walk the Walkot.

### Reklámok
A Duff tesók számos alkalommal reklámozták a Barbie babákat.
Ismét reklámot forgattak együtt, mégpedig Icebreakers rágógumi népszerűsítésén fáradozva. Szintén nem egyszer.

## Filmjei

### Főszereplőként
| Év   | Eredeti cím    | Magyar cím      | Szerep        |
| ---- | -------------- | --------------- | ------------- |
| 2008 | Legacy         |                 | Lana Stevens  |
| 2007 | Nightmare      |                 | Molly Duggan  |
| 2006 | Material Girls | Lányok a pácban | Ava Marchetta |
| 2005 | Dishdogz       | Tányérdobálók   | Cassidy       |

### Sorozat
| Év        | Eredeti cím | Magyar cím          | Szerep        |
| --------- | ----------- | ------------------- | ------------- |
| 2005-2007 | 7th Heaven  | Hetedik mennyország | Sandy Jameson |

### Szinkronszerepek
- 2004: In Search of Santa (Télapó nyomában) mint Lucinda
- 2008: Foodfight! mint édes teasüti

### Musical
- 2006: Hairspray

### Vendégszínészként
- 1997: Hope mint Martha Jean Pruitt
- 1998: Addams Family Reunion (Addams Family 3 – Jobb együtt, mint darabokban) mint Gina Adams
- 1999: The Amanda Show mint a tömegben lévő féltékeny kislány
- 2000: Dreams in the Attic mint Jessica
- 2000: Chicago Hope mint Jenny
- 2001: The Newman shower mint Wendy
- 2001: Boston Public mint Sylvia
- 2002: Lizzie McGuire mint Amy
- 2003: I Love Your Work (I Love Your Work) mint egy rajongó
- 2003: Third Watch (Harmadik műszak) mint a fiatal Faith
- 2003: American Dreams (Amerikai álmok) mint Shangri-Las (Hilary Duff-fal)
- 2004: Napoleon Dynamite (Nevetséges Napóleon) mint Summer Wheatly
- 2004: That's so Raven mint Katina
- 2004: One on One mint Mandy
- 2005: Complete Savages (Rémrendetlen család) mint Jessica
- 2005: Joan of Arcadia (Isteni sugallat) mint Stevie Marx

## Diszkográfia

### Albumok
- 2008: Walk the Walk

### Dalok
- 2008: "Holiday"
- 2008: "On the Rise Again" (Kool G Rappel)

### Soundtrackek
- 2003 "Girl In The Band" – The Lizzie McGuire Movie (Csáó, Lizzie!)
- 2004 "Sweetest Pain" – Raising Helen (Kisanyám, avagy mostantól minden más)
- 2004 "A Whatever Life" – Stuck In The Suburbs (Külvárosi Tinisors)
- 2004 "One In This World" – A Cinderella Story (Los Angeles-i Tündérmese
- 2004 "Our Lips Are Sealed" (Hilary Duff-fal) – A Cinderella Story (Los Angeles-i Tündérmese)
- 2005 "Babysitting Is A Bum Deal" (Seth MacFarlane-nel) – Family Guy: Live in Vegas
- 2006 "Material Girl" (Hilary Duff-fal) – Material Girls (Lányok a pácban) & Girl Next

### Egyéb dalok
- "Same Old Christmas" (Hilary Duff-fal)
- "The Siamese Cat Song" (Hilary Duff-fal)
- "The Siamese Cat Song" [Cat-Scratch Remix] (Hilary Duff-fal)